# Anastassija Wladimirowna Kobekina
Anastassija Wladimirowna Kobekina, auch Anastasia Kobekina (russisch Анастасия Владимировна Кобекина; * 26. August 1994 in Jekaterinburg) ist eine russische Cellistin.

## Leben
Anastassija Kobekina wurde 1994 im russischen Jekaterinburg als Tochter des Komponisten Vladimir Kobekin geboren. Ihren ersten Cellounterricht erhielt sie im Alter von vier Jahren, und 2006 wurde sie am Moskauer Konservatorium in die Klasse von Olga Galochkina aufgenommen.
Ein weiterer Erfolg war der Gewinn des ersten Preises beim renommierten Tonali-Musikwettbewerb im Jahre 2015, wo sie im Finale mit der Deutschen Kammerphilharmonie Bremen in der Hamburger Laeiszhalle konzertierte. Ebenfalls wurde ihr im Rahmen von Tonali ein Leihcello von Giovanni Battista Guadagnini aus dem Jahre 1740 verliehen. 
Von 2012 bis 2015 studierte sie als Junge Solistin an der Kronberg Academy bei Frans Helmerson. Das Studium wurde ermöglicht durch das Steigenberger/Rath-Stipendium.
In ihrer Heimat machte die junge Cellistin bereits durch mehrere erste Preise bei internationalen Wettbewerben aufmerksam. So zum Beispiel im Jahr 2008, wo sie Finalistin des Wiener Wettbewerbes Eurovision Young Musicians war, und 2010, wo ihr in Kronberg nach einem Meisterkurs bei David Geringas der Landgraf-von-Hessen-Preis zugesprochen wurde.
2015 war sie Semifinalistin beim Tschaikowski-Wettbewerb in Moskau. Beim Tschaikowski-Wettbewerb 2019 erhielt sie den 3. Preis.
Als Solistin konzertierte Anastassija Kobekina mit Orchestern wie den Moskauer Virtuosen, der Kremerata Baltica, dem Ural Philharmonic Orchester, der Deutschen Kammerphilharmonie Bremen, dem Landesjugendorchester Hamburg, dem Warschauer Sinfonieorchester unter Leitung von Krzysztof Penderecki, den Wiener Symphonikern und dem Mariinsky Theater Orchestra unter Leitung von Waleri Gergijew.
Anastassija Kobekina trat bereits bei zahlreichen Festivals auf, so auch bei „Rising Stars in the Kremlin“ (2010), dem Festival „Spannungen“ in Heimbach (2013) und beim Cello-Festival in Kronberg (2011, 2013, 2015). Gemeinsam spielt sie mit bekannten Künstlern wie Lars Vogt († 2022), Guy Braunstein, Isabelle Faust, Denis Mazujew, Fazıl Say und Wladimir Spiwakow. 2012 konzertierte Anastassija Kobekina im Rahmen von „Chamber Music connects the World“ mit Juri Baschmet, Gidon Kremer und András Schiff.

## Auszeichnungen
- 2024: Leonard-Bernstein-Award[4][5]